# Coupe de futsal de l'UEFA 2002-2003
Navigation
2001-2002 2003-2004
La Coupe de futsal de l'UEFA 2002-2003 est la 2e édition de la compétition organisée par l'UEFA entre octobre 2002 et mai 2003.
Malgré un changement de format pour cette deuxième édition sous l'égide de l'UEFA, le Playas de Castellon FS conserve son titre conquis l'année précédente, et de nouveau face à l'Action 21 Charleroi.
Le Brésilien André Vanderlei, joueur de l'Action 21 Charleroi, est le meilleur buteur de la compétition avec 15 réalisations.

## Organisation

### Format
Pour cette deuxième édition de la Coupe de futsal de l'UEFA, le tournoi passe d'une phase finale à huit équipes à une finale en matches aller-retour.

### Participants
Le tournoi compte trente équipes en lice, contre 27 à l'édition précédente.

## Premier tour
Parmi les scores remarquables, Castellón s'impose 22-1 face à l'UE Santa Coloma (Andorre), tandis que Charleroi s'offre une démonstration 27-1 contre le KS Flamurtari (Albanie). Les deux clubs se qualifient aisément pour le deuxième tour de qualification, tout comme le Boomerang Interviú, champion d'Espagne en titre.

## Second tour

### Groupe A
Charleroi accueille le Groupe A du deuxième tour de qualification et l'Action 21 affronte l'Interviú, le MNK Split et le MFK Norilsky Nikel (Russie). Le Boomerang pense tenir son billet pour la finale grâce à sa victoires sur Charleroi (8-5) dans l'opposition directe entre les deux favoris du groupe. Mais, dans le dernier match contre Norilsky, les Espagnols alignent un joueur non-qualifié et perd le match sur tapis vert, offrant une seconde finale consécutive à l'Action 21.

### Groupe B
Les Espagnols de Castellón se qualifient une nouvelle fois en finale en enregistrant trois victoires : sur le KMF Niš (Serbie-Monténégro, 6-2), le FC Shakhtar Donetsk (5-4, en fin de match) et les Italiens du Prato C/5 (6-2).

## Finale
La deuxième édition de la Ligue des champions UEFA connaît la même finale que l'année précédente entre l'Action 21 et Playas de Castellon.

### Aller
Vander Carioca ouvre le score pour Castellón à la 26e minute du match aller, mais Charleroi à domicile égalise par l'intermédiaire de Mohamed Boukamir.
| Titulaires :    |                   |  |
|                 |                   |  |
| 1               | Luca Cragnaz      |  |
| 2               | Mohamed Boukamir  |  |
| 4               | Marcelinho        |  |
| 7               | Leo Soares        |  |
| 6               | André Vanderlei   |  |
|                 |                   |  |
| Remplaçants :   |                   |  |
|                 | Pedro Medina      |  |
| 8               | Lúcio Rosa (it)   |  |
| 9               | Mustapha Toukouki |  |
| 10              | Bjorn Rotsaert    |  |
| 12              | Alex Almeida      |  |
|                 | Mickael Dupont    |  |
|                 |                   |  |
| Entraîneur :    |                   |  |
| Ricardo Menezes |                   |  |

| Titulaires :  |                     |  |
|               |                     |  |
| 1             | Guillermo           |  |
| 8             | Josema              |  |
| 3             | Isco                |  |
| 4             | Diego Garcia        |  |
| 5             | Cupim               |  |
|               |                     |  |
| Remplaçants : |                     |  |
| 13            | Toni                |  |
| 11            | Javi Alcácer        |  |
| 12            | Carlos Ferrandis    |  |
| 10            | Alemão (es)         |  |
| 14            | Vander Carioca (it) |  |
| 9             | Javi Sánchez (it)   |  |
|               |                     |  |
| Entraîneur :  |                     |  |
| Tino Perez    |                     |  |

| Titulaires :    |                   |  |
|                 |                   |  |
| 1               | Luca Cragnaz      |  |
| 2               | Mohamed Boukamir  |  |
| 4               | Marcelinho        |  |
| 7               | Leo Soares        |  |
| 6               | André Vanderlei   |  |
|                 |                   |  |
| Remplaçants :   |                   |  |
|                 | Pedro Medina      |  |
| 8               | Lúcio Rosa (it)   |  |
| 9               | Mustapha Toukouki |  |
| 10              | Bjorn Rotsaert    |  |
| 12              | Alex Almeida      |  |
|                 | Mickael Dupont    |  |
|                 |                   |  |
| Entraîneur :    |                   |  |
| Ricardo Menezes |                   |  |

| Titulaires :  |                     |  |
|               |                     |  |
| 1             | Guillermo           |  |
| 8             | Josema              |  |
| 3             | Isco                |  |
| 4             | Diego Garcia        |  |
| 5             | Cupim               |  |
|               |                     |  |
| Remplaçants : |                     |  |
| 13            | Toni                |  |
| 11            | Javi Alcácer        |  |
| 12            | Carlos Ferrandis    |  |
| 10            | Alemão (es)         |  |
| 14            | Vander Carioca (it) |  |
| 9             | Javi Sánchez (it)   |  |
|               |                     |  |
| Entraîneur :  |                     |  |
| Tino Perez    |                     |  |

### Retour
En Espagne, Alemão ouvre le score dès la cinquième minute pour Castellón, et Javi Sánchez double puis triple rapidement la marque, mais Leo et Lúcio Rosa réduisent le score avant la mi-temps (3-2). Josema et Vander Carioca accentuent l'avance pour Castellón. Et malgré le doublé d'André Vanderlei (30e et 34e minutes), le tenant du titre conserve sa couronne, avec un dernier but inscrit en fin de match par Alemão pour sceller le score cumulé à 6-4.
Action 21 perd un seconde fois consécutive en finale contre Castellón,.
| Titulaires :  |                     |  |
|               |                     |  |
| 13            | Toni                |  |
| 7             | Javi Rodríguez      |  |
| 8             | Josema              |  |
| 10            | Alemão (es)         |  |
| 5             | Cupim               |  |
|               |                     |  |
| Remplaçants : |                     |  |
| 3             | Isco                |  |
| 4             | Diego Garcia        |  |
| 9             | Javi Sánchez (it)   |  |
| 11            | Alcacer             |  |
| 12            | Ferrandis           |  |
| 14            | Vander Carioca (it) |  |
| 1             | Guillermo           |  |
|               |                     |  |
| Entraîneur :  |                     |  |
| Tino Perez    |                     |  |

| Titulaires :    |                  |  |
|                 |                  |  |
| 1               | Luca Cragnaz     |  |
| 4               | Marcelinho       |  |
| 6               | André Vanderlei  |  |
| 8               | Lúcio Rosa (it)  |  |
| 12              | Alex Almeida     |  |
|                 |                  |  |
| Remplaçants :   |                  |  |
| 7               | Leo Soares       |  |
| 2               | Mohamed Boukamir |  |
| 3               | Van Melkebeke    |  |
| 10              | Bkorn Rotsaert   |  |
| 11              | Joel Beaumet     |  |
| 13              | Mickael Dupont   |  |
| 14              | Rachid Ait Ahmed |  |
|                 |                  |  |
| Entraîneur :    |                  |  |
| Ricardo Menezes |                  |  |

| Titulaires :  |                     |  |
|               |                     |  |
| 13            | Toni                |  |
| 7             | Javi Rodríguez      |  |
| 8             | Josema              |  |
| 10            | Alemão (es)         |  |
| 5             | Cupim               |  |
|               |                     |  |
| Remplaçants : |                     |  |
| 3             | Isco                |  |
| 4             | Diego Garcia        |  |
| 9             | Javi Sánchez (it)   |  |
| 11            | Alcacer             |  |
| 12            | Ferrandis           |  |
| 14            | Vander Carioca (it) |  |
| 1             | Guillermo           |  |
|               |                     |  |
| Entraîneur :  |                     |  |
| Tino Perez    |                     |  |

| Titulaires :    |                  |  |
|                 |                  |  |
| 1               | Luca Cragnaz     |  |
| 4               | Marcelinho       |  |
| 6               | André Vanderlei  |  |
| 8               | Lúcio Rosa (it)  |  |
| 12              | Alex Almeida     |  |
|                 |                  |  |
| Remplaçants :   |                  |  |
| 7               | Leo Soares       |  |
| 2               | Mohamed Boukamir |  |
| 3               | Van Melkebeke    |  |
| 10              | Bkorn Rotsaert   |  |
| 11              | Joel Beaumet     |  |
| 13              | Mickael Dupont   |  |
| 14              | Rachid Ait Ahmed |  |
|                 |                  |  |
| Entraîneur :    |                  |  |
| Ricardo Menezes |                  |  |

## Récompense
Le Brésilien André Vanderlei, joueur de l'Action 21 Charleroi, est le meilleur buteur de la compétition avec 15 réalisations.